# Cascajal Dos
Cascajal Dos är en ort i Mexiko.   Den ligger i kommunen Jesús Carranza och delstaten Veracruz, i den sydöstra delen av landet, 500 km sydost om huvudstaden Mexico City. Cascajal Dos ligger 47 meter över havet och antalet invånare är 122.
Terrängen runt Cascajal Dos är huvudsakligen platt. Cascajal Dos ligger nere i en dal. Runt Cascajal Dos är det ganska glesbefolkat, med 29 invånare per kvadratkilometer. Närmaste större samhälle är Josefa Ortiz de Domínguez, 3,8 km norr om Cascajal Dos. Omgivningarna runt Cascajal Dos är en mosaik av jordbruksmark och naturlig växtlighet.